# VH1 Presents: The Corrs, Live in Dublin
 (novembre 2024).
Albums de The Corrs
Best of The Corrs
(2001) Borrowed Heaven
(2004)
VH1 Presents: The Corrs, Live in Dublin est un album du groupe irlandais The Corrs.

## Liste des morceaux
1. Would You Be Happier? – 3:24
2. Breathless – 3:27
3. When the Stars Go Blue (avec Bono de U2) – 4:19
4. Little Wing (avec Ron Wood) – 5:14
5. Joy of Life/Trout in the Bath – 4:05
6. Runaway – 4:38
7. Only Love Can Break Your Heart – 3:03
8. Radio – 4:50
9. Summer Wine (avec Bono de U2) – 3:54
10. So Young – 4:52
11. Ruby Tuesday (avec Ron Wood) – 3:39